# Paradoxostoma oshoroense
Paradoxostoma oshoroense is een mosselkreeftjessoort uit de familie van de Paradoxostomatidae. De wetenschappelijke naam van de soort is voor het eerst geldig gepubliceerd in 1975 door Hiruta.